# 南疆湖
南疆湖是一个位于中国江西省余干县、鄱阳县的湖泊，面积约为21平方千米，平均水深约为4.6米。